# Simon Says (musikgrupp)

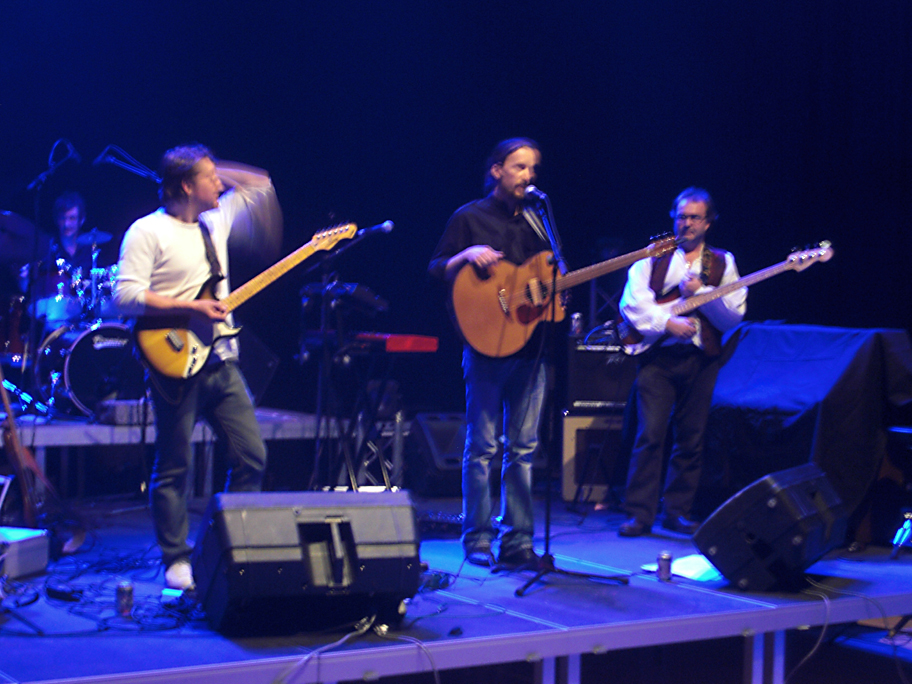
Simon Says spelar på Frölunda kulturhus 2009.

Simon Says är en svensk musikgrupp som bildades 1994 och spelar progressiv rock. Bandets stil bygger på lager på lager av melodier och rytmisk kontrapunkt. Deras tre första skivor bygger alla på historien om den fiktiva antihjälten "Simon". Bandet har gjort tre fullängdsalbum samt ett antal beställningsarbeten till tematiska album, albumet Siren Songs är en sammanställning av dessa. Bandets låtar skrevs främst av Stefan Renström, som avled 2015.

## Medlemmar
- Stefan Renström (1965-2015)[1]: bas, keyboard
- Daniel Fäldt: sång, akustisk gitarr
- Jonas Hallberg: elgitarr, sång
- Mattias Jarlhed: trummor, slagverk, sång

Turnerande medlemmar
- John Lönnmyr: keyboard (2009-)
- Per Fällström: bas (1995, 2017-)

## Diskografi
- Ceinwen (1995)
- Paradise Square (2002)
- Tardigrade (2008)
- Siren Songs (2010)

## Skivbolag
- Bishop Garden Records gav ut Ceinwen.
- Galileo Records gav ut Paradise Square och Tardigrade.
- Colossus/Musea: Simon Says bidrog med låtar på flera av Colossus tematiska album, bland annat Kalevala. Dessa låtar finns samlade på Siren Songs.